# Windpark Drackenstein
Der Windpark Drackenstein ist ein Windpark auf dem Gebiet der Gemeinde Drackenstein in Baden-Württemberg. Er umfasst fünf Windkraftanlagen des Typs Nordex N131/3300 und hat eine Gesamtleistung von 16,5 MW. Die erste Stromeinspeisung erfolgte am 21. August 2020.
Der erste Windpark in diesem Gebiet entstand 2002, als drei Vestas V52-850kW bei Oberdrackenstein auf der Gemarkung Gosbach (Windpark Gosbacher Alb) errichtet wurden. Erste Pläne für Windkraftanlagen auf der Gemarkung Drackenstein wurden bereits 1998 aufgestellt. Zunächst waren zwei Windkraftstandorte geplant, später in 2010 waren drei Windkraftstandorte erfolglos zur Genehmigung beantragt. 2015 entstand die Planung für neun Anlagen, von denen schließlich im April 2018 vom Landratsamt Göppingen fünf Windkraftstandorte genehmigt wurden. Mit den Bauarbeiten wurde ca. 18 Monate später, im Herbst 2019, begonnen.

## Galerie

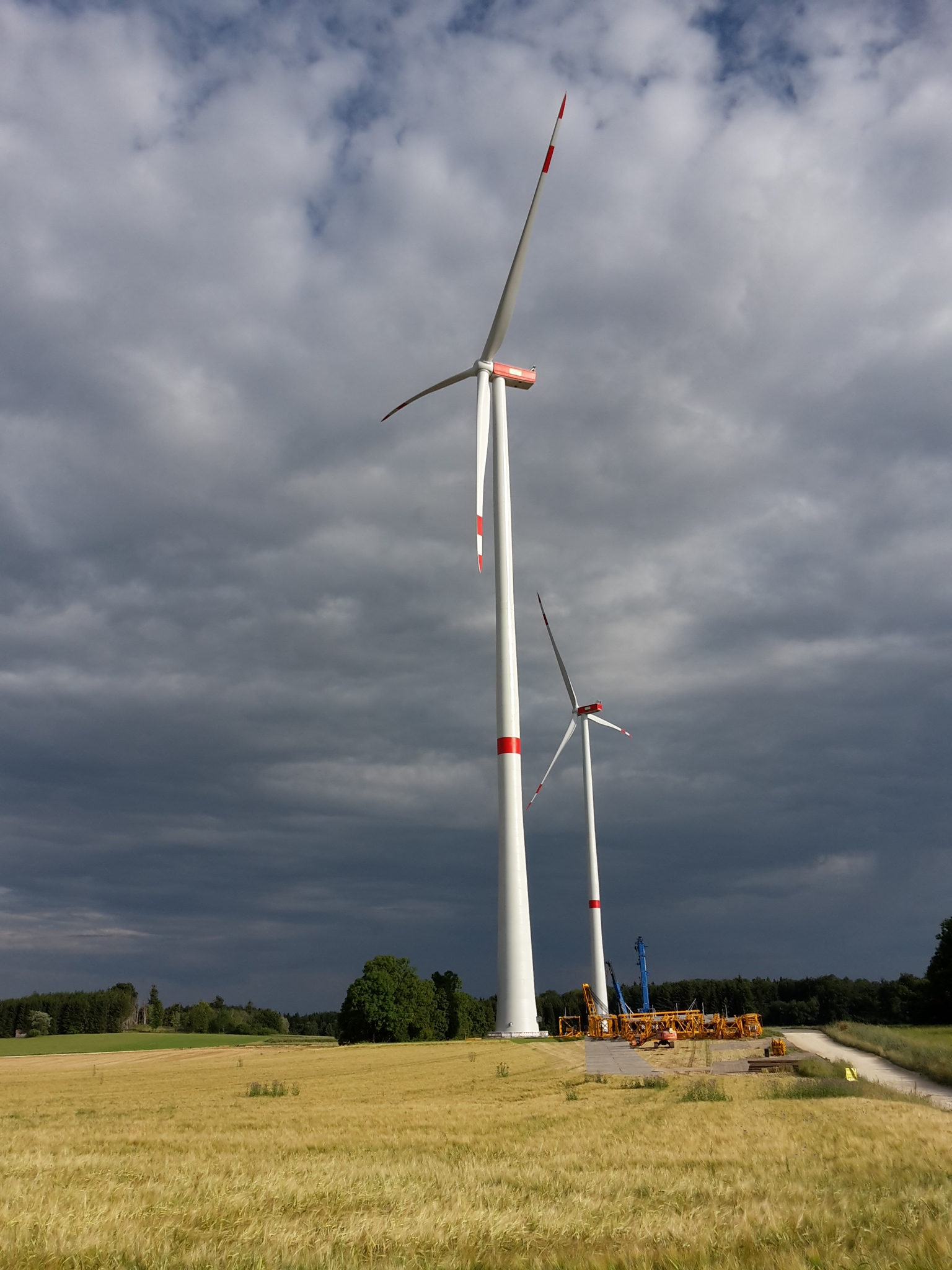
Windräder (Nordex N131/3300) des Windparks Drackenstein
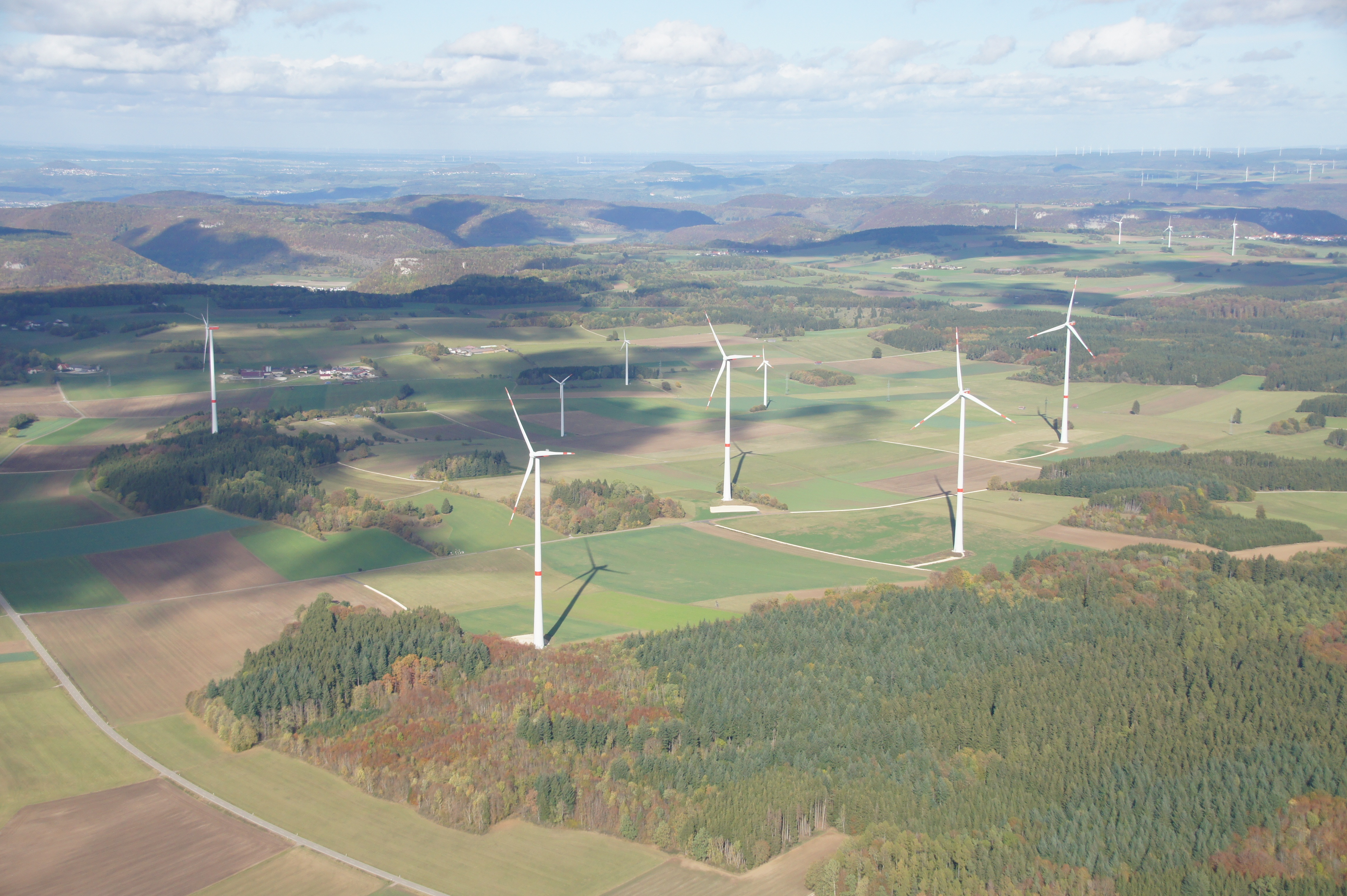
Luftbild des Windparks Drackenstein 2023-10